# Bosnië en Herzegovina op het Eurovisiesongfestival 1996
Bosnië en Herzegovina nam deel aan het Eurovisiesongfestival 1996 in Oslo, Noorwegen. Het was de 4de deelname van het land op het Eurovisiesongfestival. De artiest werd gekozen door een nationale finale. BHRT was verantwoordelijk voor de Bosnische bijdrage voor de editie van 1996.

## Selectieprocedure
De artieste voor deze editie werd intern gekozen en men koos voor Amila Glamočak.
Voor het lied koos men ervoor om een nationale finale te organiseren.
Deze vond plaats op 7 maart en er deden 8 liedjes mee aan deze finale.
De winnaar werd uiteindelijk gekozen door een vakjury.

## In Oslo
In Noorwegen moest Bosnië-Herzegovina optreden als 21ste, net na Polen en voor Slowakije.
Op het einde van de puntentelling bleek dat ze op een 22ste plaats waren geëindigd met 13 punten.
Dit was tot dan toe hun slechtste resultaat op het festival.
België en Nederland hadden geen punten over voor deze inzending.

### Gekregen punten

#### Finale
| 12 punten | 10 punten | 8 punten          | 7 punten | 6 punten  |
| --------- | --------- | ----------------- | -------- | --------- |
|           |           |                   |          | - Turkije |
| 5 punten  | 4 punten  | 3 punten          | 2 punten | 1 punt    |
|           |           | - Kroatië - Malta |          | - Finland |

### Punten gegeven door Bosnië-Herzegovina

#### Finale
Punten gegeven in de finale:
| 12 punten | Ierland    |
| 10 punten | Kroatië    |
| 8 punten  | Slovenië   |
| 7 punten  | Polen      |
| 6 punten  | Oostenrijk |
| 5 punten  | Turkije    |
| 4 punten  | Zweden     |
| 3 punten  | Noorwegen  |
| 2 punten  | Nederland  |
| 1 punt    | Portugal   |